# Carl Henrich Dreyer

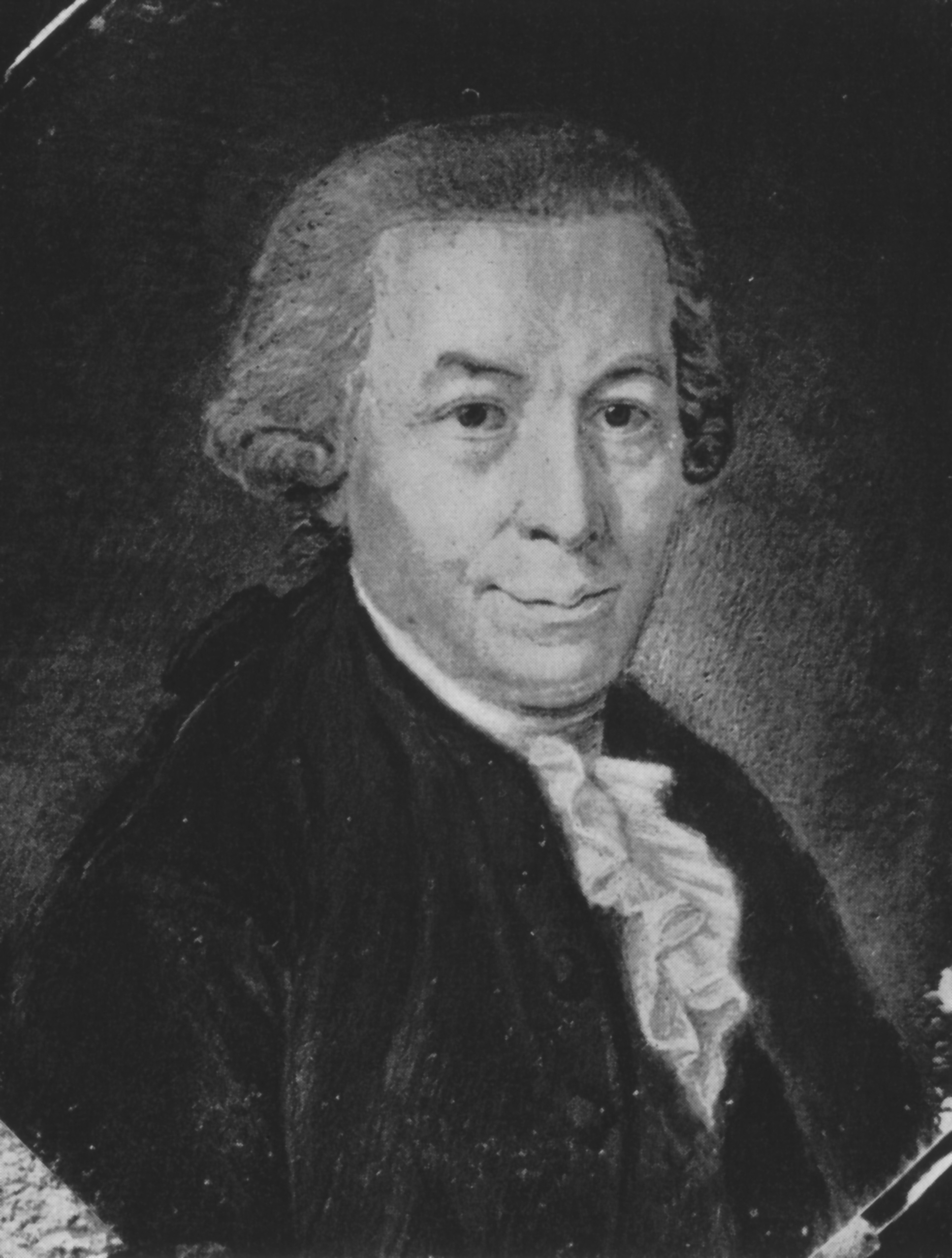
Carl Henrich Dreyer

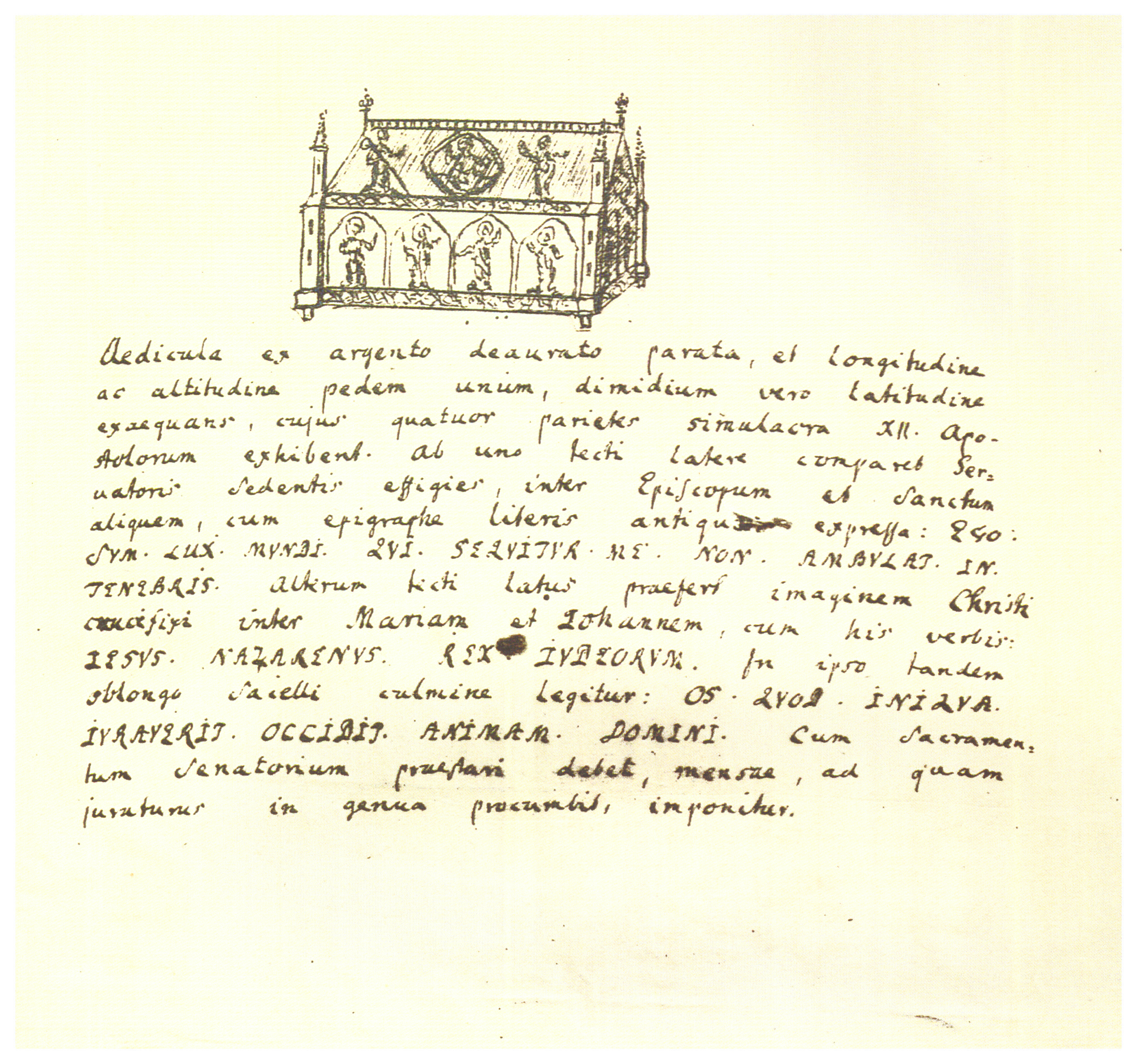
Federzeichnung und lateinische Beschreibung der seit 1811 verlorenen spätgotischen Eideskapelle des Lübecker Rathauses durch Dreyer (Archiv der Hansestadt Lübeck, Museum Dreyerianum Bl. 190)

Carl Henrich Dreyer, auch Johann Carl Heinrich Dreyer und diverse andere Namensformen (* 13. Dezember 1723 in Waren; † 15. Februar 1802 in Lübeck) war ein deutscher Rechtswissenschaftler und Lübecker Politiker des 18. Jahrhunderts.

## Leben
Carl Heinrich Dreyer war ein Sohn des Pastors in Waren Christian Dreyer (1679–1734) und dessen Frau Juliana Catharina, einer Tochter des Schweriner Dompredigers Georg Westphal und Schwester von Ernst Joachim Westphal. Er nahm 1738 sein rechtswissenschaftliches Studium an der Universität Kiel auf, wo sein Onkel, der im selben Jahr als Ernst Joachim von Westphalen nobilitiert wurde, bis 1750 Minister der Herzöge Karl Friedrich und Karl Peter Ulrich von Holstein-Gottorf sowie Kurator der Universität war. Im Laufe des Studiums wechselte er an die Universität Halle. 
1744 wurde er an der Universität Helmstedt zum Dr. jur. promoviert; schon Ende des gleichen Jahres erhielt er im Alter von nur 21 Jahren eine Professur für Deutsches Recht an der Universität Kiel. Dreyer las neben dem Deutschen Recht über Lübisches Recht, Holsteinisches- und Cimbrisches, also Jütisches Recht wie Strafrecht, Naturrecht und Staatsrecht. Entsprechend den Anordnungen von Herzog Friedrich IV. aus dem Jahr 1701 veranstaltete er auch von 1747–53 acht Disputationsübungen. Zahlreiche Veröffentlichungen kleinerer Schriften begleiteten seine Lehrtätigkeit in Kiel.
Im Jahr 1753, sein Onkel war drei Jahre zuvor gestürzt worden, wurde Dreyer zweiter Syndicus des Rates in der Hansestadt Lübeck. 1761 wurde er zusätzlich Dompropst des Hochstift Lübeck und 1768 erster Syndicus der Stadt. Obwohl sein Onkel nach drei Jahren wieder in Amt und Würden eingesetzt worden war, schlug Dreyer fortan alle Berufungen und angetragenen Ämter von außerhalb aus und blieb bis zu seinem Lebensende in Lübeck. Für die Stadt war er mehrfach als Gesandter in diplomatischen Missionen am Dänischen und auch an anderen Höfen.
Als erster Syndicus war er zugleich Präses des für Ehe- und Familiensachen zuständigen Konsistorialgerichts.
Dreyer gehört aus diesen Gründen der Lübecker Diplomatie und als Vertreter der Lübecker Zensur wohl auch bis zu seinem Tode zu den Verhinderern des Erscheinens des dritten Bandes von Johann Rudolph Beckers (1736–1815) Lübecker Stadtgeschichte.
Die Gesamtzahl der von ihm selbst veröffentlichten Schriften wird auf annähernd hundert geschätzt, wobei ihm von seinen Kollegen und Nachfolgern allerdings eine gewisse Ungenauigkeit nachgesagt wurde, so auch von Jacob Grimm. Ziel seiner Arbeiten als entschiedenem Gegner des Römischen Rechts oder wie man wenig später sagen würde, der Historischen Rechtsschule, war die (vergebliche) Suche nach einer umfassenden, tragfähigen Quelle des alten Deutschen Rechts, etwa im alten Schleswiger Stadtrecht oder im Jyske Lov.
Seine bedeutende Privatbibliothek von 6000 Bänden wurde nach seinem Tode vom Lübeckischen Staat käuflich für die Stadtbibliothek erworben und 1817 im seit der Aufhebung des Konsistorialgerichts 1814 nicht mehr benötigten Konsistorialzimmer im früheren Katharinenkloster geordnet. Seine Sammlung zum Lübeckischen Recht und Lübecker Geschichte (Collectaneen und handschriftliche Werke) gelangten nach Dreyers Tod gemäß seiner letztwilligen Verfügung auf die öffentliche Registratur im Kanzleigebäude und wurden dort in einem eigenen Zimmer unter dem Namen Museum Dreyerianum aufbewahrt. Später wurden die rein historischen Sachen an die Stadtbibliothek abgegeben. Sein Nachlass befindet sich heute im Archiv der Hansestadt Lübeck.

## Auszeichnungen
- 1758 ordentliches ausländisches Mitglied der Königlich Dänischen Akademie der Wissenschaften
- 1761 auswärtiges Mitglied der Bayerischen Akademie der Wissenschaften[7]
- 1762 Ehrenmitglied der Russischen Akademie der Wissenschaften in Sankt Petersburg.[8]

## Veröffentlichungen
- (Hrsg.): Specinem juris publici Lubecensis, quo pacta conventa et privilegia, quibus Lubecae per omnem propemodum Europam circa inhumanum jus naufragii (Strand=Recht) est prospectum, ex authenticis recensuit ... qui etiam mantissae loco Jus maritimum Lubecense antiquissimum / Ab Alberto de Bardewic a. 1299 compositum ex membranis edidit Jo. Carolus Henricus Dreyer. Bützow/Wismar, ohne Jahresangabe [1761] (Digitalisat).
- Zur Erläuterung der teutschen Rechte, Rechtsalterthümer und Geschichten angewandte Nebenstunden. Berger & Boedner, Bützow/Wismar 1768 (Digitalisat des Exemplars der Columbia University, Vorbesitzer: Karl von Richthofen).

Darin enthalten: Abhandlung von dem Nutzen des trefflichen Gedichts Reinke de Voß in Erklärung der teutschen Rechtsalterthümer, insonderheit des ehemaligen Gerichtswesens. S. 1–256.
- Einleitung zur Kenntniß der in Geist- Bürgerlichen- Gerichts- Handlungs- Policey- und Kammer-Sachen von E. Hochw. Rath der Reichsstadt Lübeck von Zeit zu Zeit ergangenen allgemeinen Verordnungen, Mandaten, Normalien, Decreten, wie auch der dahin einschlagenden Rechts-Urkunden, welche nach der Zeitordnung und nach den darin enthaltenen Materien erzählet, mit einigen zur Aufklärung verschiedener Stücke des Teutschen und Lübischen Rechts, der Rechts-Geschichte und Alterthümer gereichenden Anmerkungen versehen, und aus patriotischer Absicht bekannter gemacht worden. Lübeck: Donatius 1769[9]
- Bibliotheca juris Lubecensis complectens notitiam scriptorum ad jus Lubecense subjunctis ubique novioribus constitutionibus decretis et responsis jus illud vel declarantibus vel illustrantibus. Böckmann, Lübeck 1776.
- Beiträge zur Litteratur der Nordischen Rechtsgelahrsamkeit. Bohn, Hamburg 1794.

### Handschriften
- J.C.H. Dreyeri Praestantissimus Apparatus anecdotus Juris Publici Lubecensis et Historiae Lubec. Pragmaticae. Abschrift 1812. (Digitalisat)